# 高松南警察署
高松南警察署（たかまつみなみけいさつしょ）は、香川県警察が管轄する警察署の一つである。

## 概要
高松市中心部の南部から徳島県県境に至るまでの広大な範囲を管轄する警察署である。管轄区域は高松市南部の郊外地域でその人口は16万7095人。香川県では高松北警察署に次ぎ2番目に規模が大きい。
また、新庁舎移転に伴い四国地方の警察署初の射撃場を備えた警察署となった。花ノ宮町の旧南署跡地には栗林町一丁目にあった栗林公園前交番が移転することとなり、2011年7月に移転・開所した。

### 所在地
- 香川県高松市多肥上町1251番地8

### 管轄区域
- 高松市のうち
  - 一宮町
  - 今里町
  - 今里町一丁目・二丁目
  - 円座町
  - 太田上町
  - 太田下町
  - 岡本町
  - 香川町浅野
  - 香川町大野
  - 香川町川内原
  - 香川町川東上
  - 香川町川東下
  - 香川町寺井
  - 香川町東谷
  - 香川町安原下第1号・第3号
  - 鹿角町
  - 紙町
  - 上天神町
  - 上之町一丁目 - 三丁目
  - 上林町
  - 川部町
  - 楠上町一丁目・二丁目
  - 香南町池内
  - 香南町岡
  - 香南町西庄
  - 香南町由佐
  - 香南町横井
  - 香南町吉光
  - 桜町一丁目・二丁目
  - 三条町
  - 三名町
  - 塩江町上西乙
  - 塩江町上西甲
  - 塩江町安原上
  - 塩江町安原上東
  - 塩江町安原下
  - 塩江町安原下第1号 - 第3号
  - 出作町
  - 多肥上町
  - 多肥下町
  - 田村町
  - 檀紙町
  - 勅使町
  - 寺井町
  - 中間町
  - 成合町
  - 西春日町
  - 西ハゼ町
  - 西山崎町
  - 花ノ宮町一丁目 - 三丁目
  - 林町
  - 東ハゼ町
  - 伏石町
  - 仏生山町
  - 松並町
  - 松縄町
  - 三谷町
  - 御厩町
  - 室町
  - 室新町
  - 栗林町一丁目 - 三丁目
  - 六条町

## 沿革
- 1961年（昭和36年）4月1日 - 高松警察署（現・高松北警察署）から分離・香川県仏生山警察署を統合し香川県高松市花ノ宮町に新設。
- 2005年（平成17年）9月26日 - 高松市に香川郡塩江町が編入合併したため、管轄市町村数が、1市3町から1市2町となった。
- 2006年（平成18年）1月10日 - 管内の香川郡香川町と香南町が、高松市に編入合併し、管轄市町村数は1市のみになった。
- 2009年（平成21年）3月16日 - 高松市多肥上町の新庁舎（高松土木事務所とケーズデンキ高松本店の間）に移転。

## 組織
- 警務課
  - 警務係
  - 犯罪被害者支援係
- 留置管理課
  - 留置管理(第一係・第二係)
- 会計課
  - 会計係
- 生活安全課
  - 生活安全係
  - 捜査・少年係
  - 警察安全相談係
- 地域第一課
  - 地域係
  - 自動車警ら班係
- 地域第二課
  - 直轄警ら係
- 刑事第一課
  - 統計係
  - 刑事指導係
  - 強行犯係
  - 盗犯係
  - 鑑識係
- 刑事第二課
  - 知能犯係
  - 組織犯罪対策係
- 交通課
  - 指導(第一係・第二係)
  - 規制係
  - 交通捜査(第一係・第二係)
- 警備課
  - 警備(第一係～第三係)、災害対策係

## 交番・駐在所・警備派出所
| 節内の全座標を示した地図 - OSM |
| ------------------------------ |
| 節内の全座標を出力 - KML       |
| 表示                           |

| 名称               | 所在地                           | 座標                                   | 管轄区域                                                     |
| 交番               | 交番                             | 交番                                   | 交番                                                         |
| ------------------ | -------------------------------- | -------------------------------------- | ------------------------------------------------------------ |
| レインボー交番     | 高松市多肥下町1541番地1          | 北緯34度18分10.2秒 東経134度3分32.6秒  | 太田上町、太田下町、多肥下町、林地区                         |
| 今里交番           | 高松市今里町401番地13            | 北緯34度19分18.1秒 東経134度3分21.7秒  | 太田地区（太田上町、太田下町を除く）                         |
| 仏生山交番         | 高松市仏生山町甲2518番地15       | 北緯34度16分37.7秒 東経134度2分56.2秒  | 多肥地区（多肥下町を除く）、仏生山地区                       |
| 栗林交番           | 高松市花ノ宮町二丁目10番26号     | 北緯34度19分26.3秒 東経134度2分49秒    | 上之町、楠上町、桜町、花ノ宮町、室町、室新町、栗林町         |
| 鶴尾交番           | 高松市勅使町1216番地3            | 北緯34度18分42.5秒 東経134度1分35秒    | 鶴尾地区（室町、室新町を除く）、成合町の一部                 |
| 一宮交番           | 高松市一宮町1614番地3            | 北緯34度17分23.4秒 東経134度1分20.6秒  | 一宮地区（成合町の一部を除く）、円座地区                     |
| 香川交番           | 高松市香川町川東下346番地1       | 北緯34度14分17.4秒 東経134度1分39.4秒  | 浅野地区、大野地区、川東地区、安原地区（塩江町安原下を除く） |
| 駐在所             |                                  |                                        |                                                              |
| 塩江駐在所         | 高松市塩江町安原上東394番地5     | 北緯34度10分10.6秒 東経134度4分59秒    | 上西地区、塩江町安原上東                                     |
| 安原駐在所         | 高松市塩江町安原下第2号1640番地1 | 北緯34度11分49.9秒 東経134度2分28.6秒  | 塩江町安原上、塩江町安原下                                   |
| 三谷駐在所         | 高松市三谷町2309番地4            | 北緯34度16分35.7秒 東経134度4分9.1秒   | 三谷地区                                                     |
| 川岡駐在所         | 高松市川部町1552番地3            | 北緯34度16分4秒 東経134度0分23秒       | 川岡地区                                                     |
| 檀紙駐在所         | 高松市御厩町777番地13            | 北緯34度18分2.3秒 東経133度59分43.9秒  | 檀紙地区                                                     |
| 香南駐在所         | 高松市香南町由佐349番地1         | 北緯34度14分23.3秒 東経134度1分10.2秒  | 池西地区、由佐地区                                           |
| 警備派出所         |                                  |                                        |                                                              |
| 高松空港警備派出所 | 高松市香南町岡1312番地7          | 北緯34度13分7秒 東経134度1分7秒        | -                                                            |
| 検問所             |                                  |                                        |                                                              |
| なし               |                                  |                                        |                                                              |
| 廃止               |                                  |                                        |                                                              |
| 多肥駐在所         | 高松市多肥上町444番地3           | 北緯34度17分22.2秒 東経134度3分5.1秒   | 多肥地区（多肥下町を除く）                                   |
| 円座駐在所         | 高松市円座町170番地1             | 北緯34度17分18.8秒 東経134度0分24.9秒  | 円座地区                                                     |
| 林駐在所           | 香川県高松市林町1170番地10       | 北緯34度18分04.7秒 東経134度04分19.4秒 | 林地区（レインボー交番に統合し、跡地は理髪店になる）         |